# Econea
Econea s.r.o. je online obchod se zaměřením na ekologické produkty. Pokrývá segment drogerie, zdravé výživy nebo vybavení domácnosti. Působí v České republice. Je členem Asociace společenské odpovědnosti. Zaměřuje se i na ekologické balení a dopravu. Některé produkty prodává pod vlastní značkou Endles by Econea.

## Historie
Econea vznikla v roce 2013, kdy ji založili Pavel Milan Černý a Martin Mates. V roce 2017 do firmy investoval Martin Rozhoň. V srpnu 2021 se novým CEO stal jeden ze spolumajitelů, Martin Mates.
V březnu 2021 firma zavedla společně s Liftagem možnost dodání zboží v opakovaně použitelném sáčku Frusack.
V srpnu 2024 firma ohlásila změnu majitele, kterým je nově ze 100% Felicea Equity z fondu Vafo Group.

## Marketing a ocenění
V roce 2019 byl e-shop mezi finalisty Ceny Heuréky v soutěži ShopRoku 2019, kde skončil na druhém místě. V roce 2020 se Econea dostala do finále soutěže o titul Udržitelného obchodníka roku. V roce 2022 získal Cenu Heuréky.